# À chacun sa guerre
Pour les articles homonymes, voir The War.
Pour plus de détails, voir Fiche technique et Distribution.
À chacun sa guerre ou La guerre au Québec (The War) est un film américain réalisé par Jon Avnet, sorti en 1994.

## Synopsis
Dans les années 1970, au Mississippi. Stephen Simmons (Kevin Costner) revient de la Guerre du Viêt Nam, hanté par ses souvenirs. Il y retrouve sa femme, Lois (Mare Winningham) et ses enfants, Stu (Elijah Wood) et Lidia (Lexi Randall), qui avaient appris à vivre sans lui. Alors qu'il essaye de faire face et de trouver un emploi, ses enfants, restés insouciants, décident de construire une cabane dans un arbre, qui ne manquera d'attiser la jalousie d'autres enfants du voisinage, bien décidés à la détruire.
Plusieurs clés de résolution des conflits sont utilisées dans le film. De plus, la cohabitation de ces deux enfants blancs avec des camarades de classe et de jeu noirs est présentée de manière positive. L'engagement civique de Lidia est remarquable.

## Fiche technique
- Titre original : The War
- Titre français : À chacun sa guerre
- Titre québécois : La guerre
- Réalisation : Jon Avnet
- Scénario : Kathy McWorter
- Production : Island World
- Distribution : United International Pictures
- Producteurs : Jon Avnet, Todd R. Baker et Eric Eisner
  - Producteurs délégués : Martin Huberty, Jordan Kerner, Lisa Lindstrom, Deborah Love, Kathy McWorter
- Photographie : Geoffrey Simpson
- Décors : Kristi Zea
- Montage : Debra Neil-Fisher
- Costumes : Molly Maginnis
- Musique : Thomas Newman
- Pays de production :  États-Unis
- Langue : anglais
- Genre : Drame
- Durée : 126 minutes
- Dates de sortie :
  - États-Unis : 4 novembre 1994
  - France : 17 janvier 1996

## Distribution
- Elijah Wood (VF : Alexis Tomassian ; VQ : Martin Pensa) : Stu Simmons
- Kevin Costner (VF : Gabriel Le Doze ; VQ : Marc Bellier) : Stephen Simmons
- Lexi Randall (VF : Ludivine Sagnier ; VQ : Anne Laure Féral)  : Lidia Simmons
- Mare Winningham (VF : Laurence César ; VQ : Lisette Dufour) : Lois Simmons
- LaToya Chisholm (VF : Sauvane Delanoë ; VQ : Émilie Durand) : Elvadine
- Charlette Julius (VQ : Gabrielle Dhavernas) : Amber
- Brennan Gallagher (VQ : Olivier Visentin) : Marsh
- Adam Henderson (VQ : Sébastien François) : Chet
- Donald Sellers : Arliss Lipnicki
- Leon Sills (VQ : Guillaume Sabouret) : Leo Lipnicki
- Lucas Black (VQ : Vincent Causse) : Ebb Lipnicki
- Christopher Fennell (VQ : Nicolas Pensa) : Billy Lipnicki
- Will West (VQ : Simon Arame) : Lester Lucket
- Jennifer Tyler (VQ : Céline Furi) : Ula Lipnicki
- Bruce A. Young : Moe Henry
- Christine Baranski : Miss Strapford
- Raynor Scheine : M. Lipnicki
- Gary Basaraba : Dodge

Sources et légendes : Version française (VF) sur RS Doublage et version québécoise (VQ) sur Doublage.qc.ca.

## Distinctions

### Récompenses
- Political Film Society Award for Peace (1995)

### Nominations
- Young Artist Award : Meilleur film familial - Drame (1995)
- Young Artist Award : Meilleure performance dans un film - Second rôle féminin pour Lexi Randall (1995)
- Young Star Award : Meilleure performance dans un drame par un jeune acteur pour Elijah Wood (1995)